# Dagen for Fædrelandets Beskyttere
Dagen for Fædrelandets Beskyttere (russisk: День защитника Отечества, tr. Den zasjtjitniki Otetjestva) er en officiel mærkedag i Rusland og nogle dele af det tidligere Sovjetunionen. Den fejres i Rusland årligt d. 23. februar og har siden 2002 været en fridag.

## Baggrund
D. 23. februar 1918 blev soldater for første gang rekrutteret i større omfang i Petrograd og Moskva, hvilket førte til sejre mod det Tyske Kejserrige ved Pskov og Narva. Rekrutteringsdekretet blev dog udsendt allerede 25. januar 1918.
Dagen blev i 1922 af Vladimir Lenin gennem Ordre nr. 95 indført som mærkedag, men ikke fridag, under navnet Den Røde Hærs Dag. Dette hed den indtil 1949, hvor den skiftede navn til Dagen for den sovjetiske hær og søværnet. Dagen var en af Sovjetunionens vigtigste mærkedage, indtil dagen blev afskaffet sammen med Sovjetunionen i 1991.

## Markering i forskellige lande

### Rusland
I Rusland blev dagen genindført under det nuværende navn i 2002. Den bruges nu til fejring af den russiske hær og er en fridag.

### Ukraine
I 1999 besluttede det ukrainske parlament at genindføre dagen. D. 24. august 2014 afskaffede præsident Petro Porosjenko dagen igen, da han efter eget udsagn ikke mente, at Ukraine skulle fejre andre landes hære. I stedet blev d. 14. oktober udkåret som Dagen for Ukraines Beskyttere, der i forvejen er de ukrainske kosakkers dag, samt årsdagen for rejsningen af UPA. Dagen er en fridag.

### Kasakhstan
I Kasakhstan fejres Dagen for Fædrelandets Beskyttere (kasakhisk: Отан қорғаушы күні) d. 7. maj. På denne dag i 1992 blev den kasakhstanske hær dannet.

## Markeringer
- D. 23. februar 2017 havde filmen Zasjtjitniki (dansk: Beskytterne) premiere i Rusland.